# Zinaida Gorizdro-Kulczycka

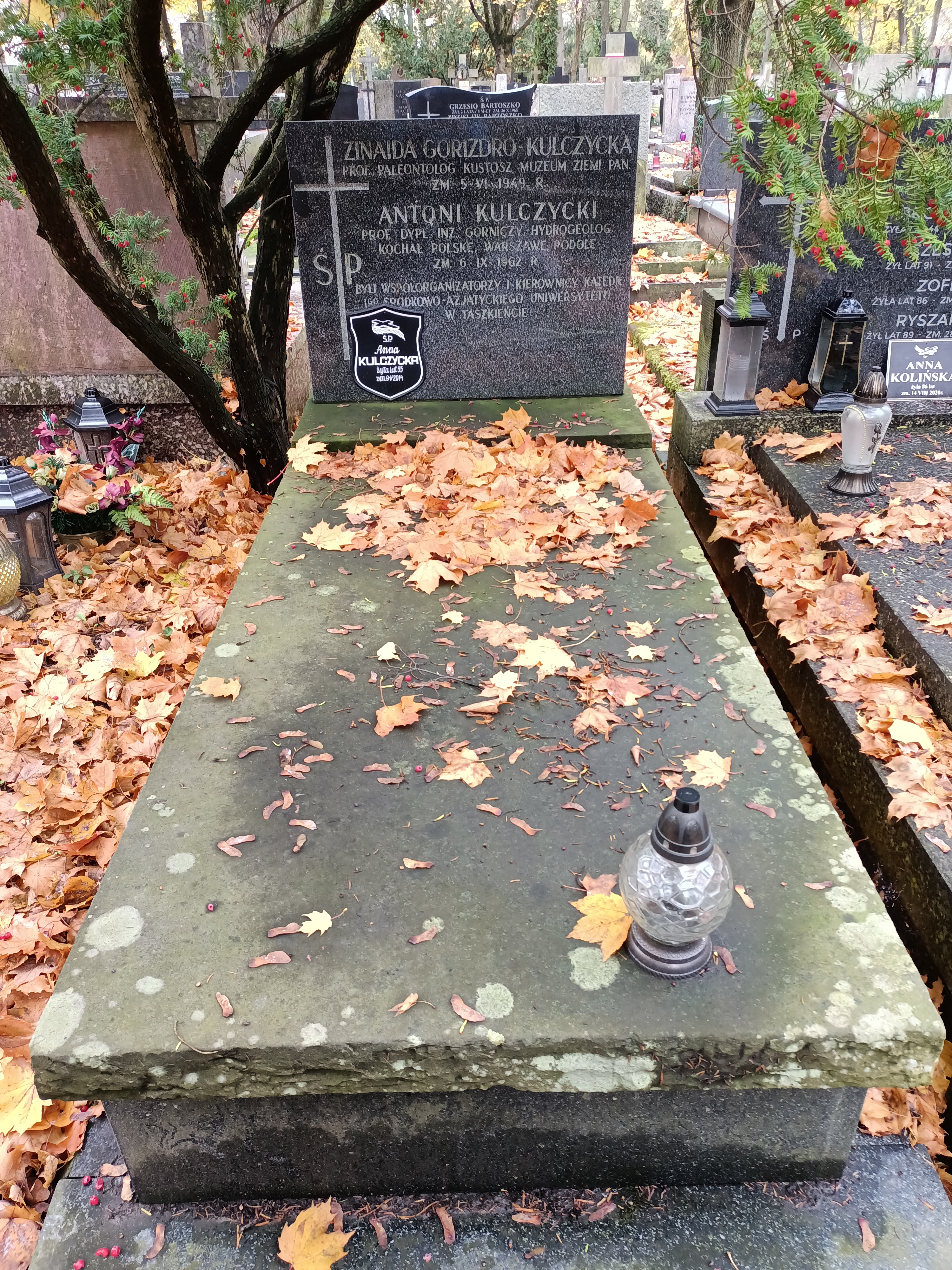
Grób Zinaidy Gorizdro-Kulczyckiej na Cmentarzu Powązkowskim

Zinaida Fieoktistowna Gorizdro-Kulczycka, ros. Зинаида Феоктистовна Гориздро-Кульчицкая (ur. 5 sierpnia 1884 w Taszkencie, zm. 5 kwietnia 1949) – rosyjska i polska paleontolog i hydrogeolog, profesor uniwersytetu w Taszkencie.

## Życiorys
Urodziła się w Taszkencie, gdzie w 1903 ukończyła liceum dla kobiet. W tymże roku podjęła studia na Wyższych Żeńskich Kursach Przyrodniczych w Petersburgu (Высшие женские естественно-научные курсы М.А. Лохвицкой-Скалон) z zakresu zoologii oraz paleontologii, kończąc je w 1907 r. Później została zatrudniona na macierzystej uczelni oraz na Uniwersytecie Petersburskim, gdzie została uczennicą Inostrancewa i gdzie w 1913 zdała egzaminy eksternistyczne na tytuł magistra. Jednocześnie z pracą na uniwersytecie i później, aż do 1920 r., prowadziła badania w Uzbekistanie, w tym w zakresie hydrogeologii, geologii i nad mięczakami trzeciorzędu, zbierając tam okazy i opracowując je. W 1917 zawarła związek małżeński z Antonim Kulczyckim. Od 1920 do 1925 r. pracowała na uniwersytecie taszkenckim, zostając tam profesorem. W 1925 r. razem z rodziną przeprowadziła się do Polski. Pracowała w Warszawie w zawodzie paleontologa. W 1945 została zatrudniona w Muzeum Ziemi Polskiej Akademii Nauk w Warszawie, pracując tam do śmierci.
Matka Juliana i Anny Kulczyckich. 
Pochowana na cmentarzu Powązkowskim (kwatera 242-3-19).

## Badania naukowe
Odkryła i opisała 4 gatunki ryb dewońskich, 3 ryb jurajskich (m.in. Morrolepis aniscowitchi, Pteroniscus turkestanensis) i 4 gatunki mięczaków paleogenu. W trakcie prac w Azji Środkowej badała paleogeńskie ślimaki i małże oraz jurajskie ryby w Karatau w Kazachstanie. W czasie pracy w Polsce m.in. opracowała kolekcję ryb kopalnych z dewonu regionu świętokrzyskiego zebraną przez Jana Czarnockiego. Była pionierką polskich badań ryb pancernych.
- Gorizdro-Kulczycka, Z. 1926. Ryby slancev Karatau. Izvestia Sredne-azjatskogo Komiteta 1, 184–192.
- Gorizdro-Kulczycka, Z. 1934: Ptyctodontidae górnodewońskie z Gór Świętokrzyskich. Prace Państwowego Instytutu Geologicznego 3, 1-17.
- Gorizdro-Kulczycka, Z. 1949. Wykopaliska na Kadzielni i pewne zagadnienia ichtiologiczne. Wiadomości Muzeum Ziemi, 4, 173-186.
- Gorizdro-Kulczycka, Z., 1950: Dwudyszne ryby dewońskie Gór Świętokrzyskich. Acta Geologica Polonica, 1 (2).
- Gorizdro-Kulczycka, Z., 1953: Dwudyszne ryby dewońskie Gór Świętokrzyskich. Acta Geologica Polonica, 3 (1).

## Upamiętnienie
Nazwiskiem Z. Gorizdo nazwano trzy taksony małży paleogeńskich z terenu Środkowej Azji: Ostrea (Gorizdrella), Ostrea gorizdroae, Corbula (Cuneocorbula) gorizdroae. 